# Tilburg University
Tilburg University (TiU; do 2010 Uniwersytet w Tilburgu, Universiteit van Tilburg, UvT) – publiczny uniwersytet znajdujący się w południowej Holandii, założony w 1927 roku, specjalizujący się w naukach ekonomicznych i prawnych. Kształci ok. 17 000 studentów, w tym ponad 3000 osób stanowią obcokrajowcy, 110 narodowości.

## Wydziały
- Ekonomii i Zarządzania
- Nauk Społecznych
- Prawa
- Nauk Humanistycznych
- Teologii Katolickiej
- TiasNimbas Business School

## Doktorzyhonoris causa
- Kofi Annan
- Prof. dr. Hans-Dieter Klingemann
- Prof. Ariel Rubinstein